# Pachybrachis hieroglyphicus
Pachybrachis hieroglyphicus är en skalbaggsart som först beskrevs av Johann Nepomuk von Laicharting 1781.  Pachybrachis hieroglyphicus ingår i släktet Pachybrachis, och familjen bladbaggar. Arten har ej påträffats i Sverige.